# Aporrhais serresiana
Aporrhais serresiana är en snäckart. Aporrhais serresiana ingår i släktet Aporrhais, och familjen Aporrhaididae. Inga underarter finns listade i Catalogue of Life.